# Хассанамиско-нипмуки

Флаг племени

Хассанамиско-нипмуки (англ. Hassanamisco Nipmuc) — признанное штатом Массачусетс индейское племя в США. Они были признаны в 1976 году губернатором Майклом Дукакисом в соответствии с исполнительным указом № 126 и владеют резервацией площадью 3,5 акра.
В 1980 году хассанамиско-нипмуки подали заявку на федеральное признание. Они получили предварительное одобрение, но в итоге им было отказано.

## История

### Ранняя история
У нипмуков не было централизованного руководства и племя состояло из широко разбросанных поселений, объединяемых в первую очередь родством и общей культурой. Они владели обширными землями и были расселены на территории, которая сейчас занимает восточную и центральную части Массачусетса, а также части Род-Айленда и Коннектикута. Нипмуки имели единичные контакты с торговцами и рыбаками из Европы до колонизации Северной Америки.
В 1630 году началась массовая миграция англичан в регион залива Массачусетс. Их отношения с индейцами отчасти были результатом европейского понятия об открытии, предоставлявшем территориальные права любой державе, первой заявившей права на определённую часть Америки. Экономические и культурные конфликты между нипмуками и колонистами постепенно стали постепенно усиливаться. Когда началась Война Короля Филипа у властей Конфедерации Новой Англии было мало опыта общения с представителями племени. Губернатор Массачусетса обратился к земельному спекулянту из Вустера Эфраиму Кертису, имевшего дело с нипмуками, добиться лояльности лидеров племени. Кертис посетил несколько деревень и встретился с тринадцатью вождями. Все они заверили его в своём нейтралитете.

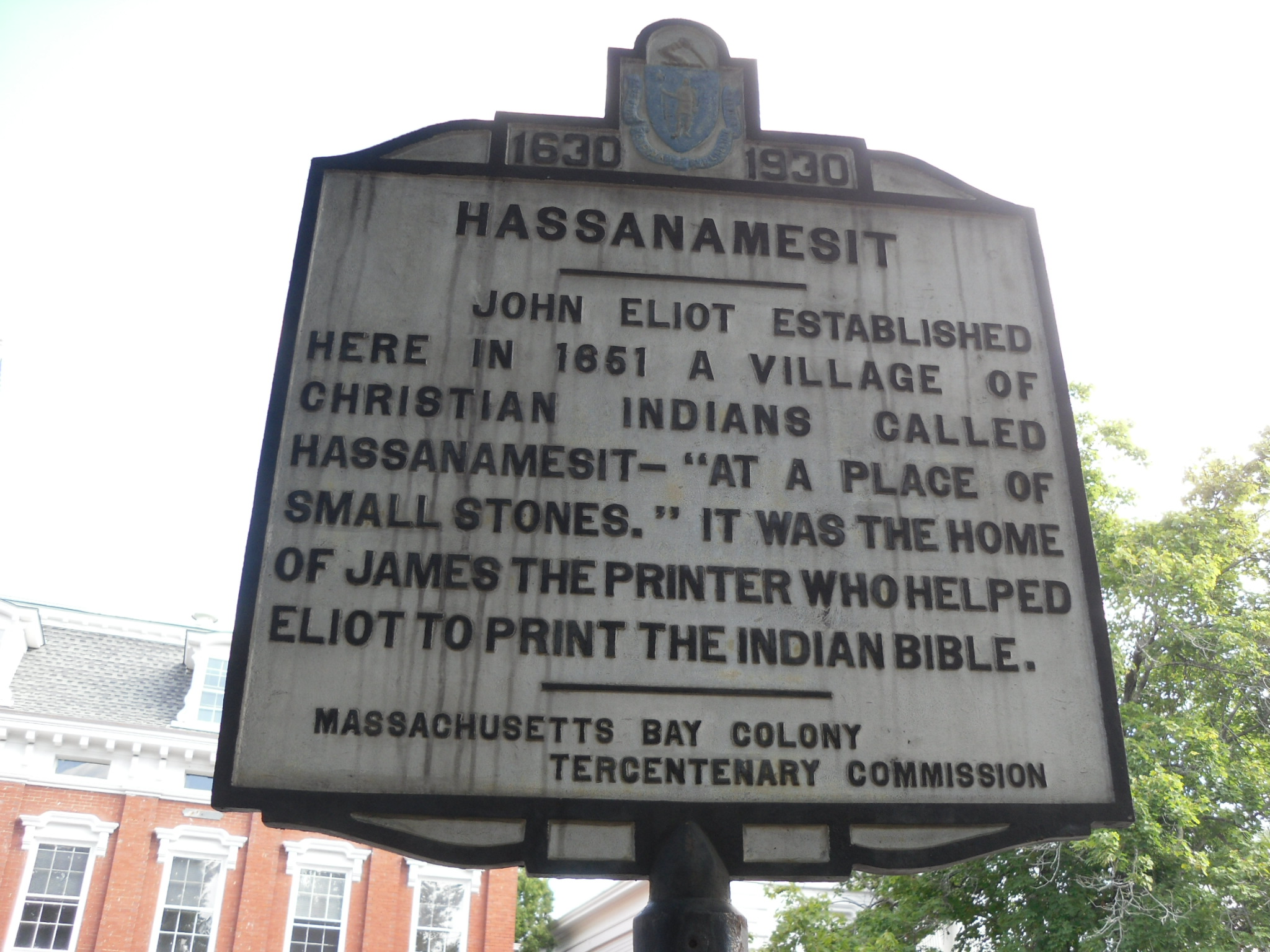
Исторический маркер в городе Графтон, который ранее являлся молящимся городом и назывался Хассанамесит

Когда вести о столкновениях между индейцами и колонистами достигли селений нипмуков, многие их вожди стали тревожиться за дальнейшую судьбу народа. Деревни нипмуков располагались на обширной территории между несколькими английскими колониями и имели тесные связи с вампаноагами. К 1675 году Массачусетс основал на их землях несколько поселений, включая Брукфилд, Вустер и Ланкастер. Через три недели после отступления Метакомета с полуострова Покассет власти Массачусетса вновь отправили Кертиса в селения нипмуков. Он должен был выяснить их отношение к происходящему конфликту. 14 июля Кертис остановился в деревне нипмуков-христиан, где узнал, что Матунаса — констебля соседнего молящегося города Пакачуга — видели в обществе вампаноагских воинов. Делегат Массачусетса решил разобраться и поговорить с Матунасом, но молодые воины нипмуков едва не застрелили его — Кертиса спасло вмешательство индейских вождей. Вернувшись домой, он сообщил властям колонии, что молодые воины проявляют дерзость к англичанам и возможно могут присоединиться к силам Метакомета. Примерно в то же время, когда руководители Массачусетса получили сообщение Кертиса, Матунас со своими воинами напал на поселение Мендон, убив несколько англичан. Это было первое нападение индейцев на колонистов за пределами Плимута, и первое с участием другого племени, а не вампаноагов.
Но не все нипмуки участвовали в конфликте. Большинство из принявших христианство проживали в частично автономных молящихся городах и были преданы новой религии. Одним из таких поселений стал Хассанамесит. В ноябре 1675 года 300 воинов нипмуков вошли в Хассанамесит и предложили местным индейцам уйти вместе с ними. Большинство отправилось с нипмуками, но некоторые сбежали и предупредили англичан. Позднее христиане-нипмуки Хассанамесита, которые остались преданы англичанам, были сосланы на Дир-Айленд.

### XVIII—XIX века
После окончания войны Короля Филиппа несколько семей нипмуков Хассанамесита вернулись на свои земли, большая часть которых была присвоена англичанами. В течение XVIII века нипмуки были вынуждены продавать свои земли и потеряли большую часть общинной территории. К 1727 году площадь Хассанамиссита была уменьшена до 500 акров с первоначальных 7500, и эта земля была включена в состав города Графтон. Переход к скотоводству также подорвал местную экономику нипмуков, поскольку скот англичан наносил вред неогороженным землям племени, а суды редко были на стороне индейцев. Индейская автономия практически была уничтожена ко времени Войны за независимость, а оставшиеся земли резерваций контролировались Массачусетсом, а затем назначенными штатом опекунами, которые должны были действовать от имени коренных американцев. Опекун резервации Хассанамесит Стивен Мейнард, назначенный в 1776 году, присвоил средства и никогда не подвергался судебному преследованию.
К 1857 году у нипмуков Хассанамесита осталось всего 3,5 акра земли, которые были сохранены семьёй Сиско и в настоящее время известны как резервация Хассанамиско.

### Современное положение
В 1976 году хассанамиско-нипмуки были признаны Массачусетсом в соответствии с исполнительным указом № 126 губернатора штата Майкла Дукакиса. Сегодня в племени насчитывается около 600 членов, а его председателем является Тена Ричардсон. В 1980 году племя подало петицию в Бюро по делам индейцев с просьбой о федеральном признании и получило предварительное одобрение, но в конечном итоге ему было отказано.